# ميلوس كريستيتش
ميلوس كريستيتش (بالصربية: Милош Крстић)‏ (19 نوفمبر 1988 بصربيا - ) هو لاعب كرة قدم صربي في مركز الدفاع لعب سابقاً في نادي المجزل.

## روابط خارجية
- ميلوس كريستيتش على موقع قاعدة بيانات كرة القدم.إي يو (الإنجليزية)
- ميلوس كريستيتش على موقع Soccerway.com (الإنجليزية)